# Matando Güeros
Albums de Brujeria
Raza Odiada
(1995)
Matando Güeros est le premier album studio du groupe de metal extrême mexicano-américain Brujeria, sorti en 1993.
Le titre de l'album peut-être traduit par « Tuer des blancs », « güero » étant un mot d'argot mexicain désignant une personne aux cheveux blonds.
L'album traîte de sujets tels que le trafic de drogue, le satanisme, l'immigration illégale des mexicains vers les États-Unis (notamment dans le titre « Cruza La Frontera »), l'anti-américanisme, et est considéré comme une œuvre pionnière du metal latino-américain.

## Pochette
La couverture de l'album, représentant une tête défigurée coupée et tenue par une main, fait polémique à sa sortie. L'homme décapité serait Mario Ríos, un citoyen mexicain qui fut séquestré, assassiné et démembré. Ce qui mène, pendant un temps, les autorités mexicaines a penser que les membres de Brujeria étaient liés à cette affaire. Le groupe se défend toutefois en disant avoir tiré cette photo du magazine sensationnaliste « Alarma! (es) ».
À la suite de la polémique, le groupe fait de cette tête la mascotte du groupe, la rebaptisant « Coco Loco » et la faisant régulièrement figurer sur toutes sortes de produits dérivés.

## Liste des titres
1. Pura De Venta (0:41)
2. Leyes Narcos (1:08)
3. Sacrificio (1:16)
4. Santa Lucia (0:42)
5. Matando Güeros (2:23)
6. Seis Seis Seis (1:18)
7. Cruza La Frontera (1:44)
8. Grenudos Locos (1:26)
9. Chingo De Mecos (1:16)
10. Narcos-Satanicos (1:49)
11. Desperado (2:41)
12. Culeros (0:50)
13. Misas Negras (Sacrificio III) (1:19)
14. Chinga Tu Madre (3:11)
15. Verga Del Brujo / Estan Chingados (3:42)
16. Molestando Niños Muertos (2:57)
17. Machetazos (Sacrificio II) (1:27)
18. Castigo Del Brujo (1:43)
19. Christo De La Roca (1:11)